# Papa-capim-de-coleira
O papa-capim-de-coleira (Sporophila fringilloides) é uma espécie de ave da família Thraupidae.
Pode ser encontrada nos seguintes países: Brasil, Colômbia e Venezuela. Seus habitats naturais são: matagal árido tropical ou subtropical.